# Entrevista com o Vampiro (filme)
Interview with the Vampire: The Vampire Chronicles (bra/prt: Entrevista com o Vampiro) é um filme estadunidense de terror gótico baseado no livro homônimo de Anne Rice.
Com a atuação de Tom Cruise, Brad Pitt, Antonio Banderas, Christian Slater e Kirsten Dunst, o filme foi lançado em novembro de 1994, recebendo criticas positivas e indicação ao Oscar para os prêmios de melhor direção de arte e de melhor trilha sonora. Dunst foi ainda indicada ao Globo de Ouro de melhor atriz coadjuvante.

## Elenco
- Brad Pitt         ... Louis de Pointe du Lac
- Tom Cruise        ... Lestat de Lioncourt
- Antonio Banderas  ... Armand
- Christian Slater  ... Daniel Molloy (Malloy)
- Kirsten Dunst     ... Claudia
- Stephen Rea       ... Santiago
- Domiziana Giordano       ... Madeleine
- Thandie Newton    ... Yvette
- Helen McCrory ... Prostituta
- Marcel Iureş       ... Vampiro de Paris
- Micha Bergese  ... Vampiro de Paris
- Susan Lynch  ... Vampira de Paris
- Sara Stockbridge  ... Estelle

## Trilha sonora
1. Libera Me - 2:47 (Vocal por: The American Boychoir/ Solo de Violino: Glenn Dicterow e Ray Gniewek/ Solo de Piano: Bill Mays/ Viola da Gamba: Louise Schulman/Harpsichord: Wendy Young/ Glass Harmonica: Cecília Brauer)
2. Born to Darkness Part I - 3:04
3. Lestat´s Tarantella - 0:46
4. Madelleine´s Lament - 3:06
5. Claudia´s Allegro Agitato - 4:46
6. Escape to Paris - 3:09
7. Marche Funèbre - 1:50
8. Lestat´s Recitative - 3:39
9. Santiago´s Waltz - 0:37
10. Théâthe des Vampires - 1:18
11. Armand´s Seduction - 1:51
12. Plantation Pyre - 1:59
13. Fogotten Lore - 0:31
14. Scent of Death 1:40
15. Adbuction & Absolution - 4:42 (Vocal por: The American Boychoir)
16. Armand Rescues Louis - 2:07
17. Louis´ Revenge - 2:36
18. Born to Darkness Part II - 1:11
19. Sympathy for the Devil - 7:35 (Rolling Stones, interpretado por Guns N' Roses)